# Кенин-Лопсан, Монгуш Борахович
Монгуш Борахович Кенин-Лопсан (тув. Моңгуш Бора-Хөө оглу Кенин-Лопсаң; 10 апреля 1925 — 10 февраля 2022) — советский и российский прозаик, поэт, переводчик, этнолог, этнограф, доктор исторических наук. Народный писатель Республики Тыва (1991), заслуженный работник культуры Тувинской АССР (1980), заслуженный работник культуры РСФСР (1985), заслуженный деятель науки Республики Тыва (2004), действительный член Нью-Йоркской Академии наук, исследователь и пропагандист традиционной культуры Тувы, президент республиканского общества шаманов «Дунгур», обладатель международного звания «Живое сокровище шаманизма».

## Биография
Родился 10 апреля 1925 года в местечке Чаш-Тал села Хондергей Дзун-Хемчикского хошуна Тувинской Народной Республики шестым ребёнком в семье сказителей. Он — один из первых выпускников Кызылской национальной школы № 2. Окончил Восточный факультет Ленинградского государственного университета (1952), в Ленинградском Институте этнографии АН СССР защитил кандидатскую диссертацию по теме «Сюжеты и поэтика тувинского шаманства» (1982), докторскую диссертацию по теме «Проблемы этнографического изучения тувинского шаманизма по материалам шаманского фольклора» в Санкт-Петербурге, в Музее антропологии и этнографии им. Петра Великого Российской Академии Наук.
Работал преподавателем тувинского языка и литературы в Кызылском педагогическом училище, редактором в тувинском книжном издательстве, с 1964 года — ведущий научный сотрудник Республиканского краеведческого музея им. «Алдан-Маадыр».
М. Б. Кенин-Лопсан начал писать ещё в детстве. Первая публикация состоялась в местной газете, когда ему было всего тринадцать лет. В 1947 году была напечатана в одной из местных молодёжных газет его поэма «Радость Тувы». Первое его стихотворение «Ненависть к Гитлеру» напечатано в сборнике стихов «Боевой клич» в 1943 г. Первая книга, сборник стихов «Большая дорога» вышла в 1956 году, первый роман «Стремнина Великой реки» в 1965 году.
Его монография «Обрядовая практика и фольклор тувинского шаманства. Конец XIX — начало XX вв.», опубликованная в Новосибирске в Институте истории, филологии и философии Сибирского отделения Академии наук СССР приобрела большое этнографическое значение.
Его творчество широко известно за пределами Тувы. В периодической печати регулярно публикуются его статьи и рецензии. Он — автор многочисленных литературно-критических работ. Внес огромный вклад для развития шаманизма в Туве. Под его руководством был создан Научный центр по изучению шаманизма (1993). Он — организатор регулярно проводимых международных конференций по шаманизму. М. Б. Кенин-Лопсан написал около пятидесяти книг: сборники стихов, баллады, рассказы, романы. Перевел с русского языка на тувинский известные поэтические произведения русских и зарубежных писателей, поэтов: Д. Байрона, Г.Гейне, А.Пушкина, М. Лермонтова, Н. Некрасова, Т. Шевченко, Н. Хикмета, Л. Украинки, В. Маяковского, А. Твардовского, С. Щипачева, А. Прокопьева, Н. Тихонова, Д. Фурманова и др. Он является классиком тувинской литературы, настоящим человеком-легендой. Начиная с 1995 г. М. Б. Кенин-Лопсан выходит на международную научную арену. Он побывал по приглашению с лекциями и докладами во многих странах Европы — в Австрии и Швейцарии (1996), США (1998), Германии (2000), Италии (2001). Участвовал в международных выставках и вернисажах с выездной экспозицией «Шаманы Центра Азии. Мифологическое наследие тувинского народа».
Член Союза писателей СССР с 1968 г. В марте 2000 г. на конкурсе М. Б. Кенин-Лопсан признается «Человеком XX века» и становится героем книги «Лучшие люди XX века Республики Тыва».

## Награды и звания
- почётная грамота Верховного Совета Тувинской АССР
- медаль СССР «За доблестный труд. В ознаменование 100-летия со дня рождения В. И. Ленина»
- бронзовая медаль «За достижения в развитии народного хозяйства СССР»[7]
- почётный гражданин города Кызыла
- заслуженный работник культуры Тувинской АССР (1980)
- заслуженный работник культуры РСФСР (1985)
- народный писатель Республики Тыва (1991)
- орден Дружбы народов (7 июля 1993) — за большой вклад в развитие многонациональной литературы Российской Федерации[8]
- «Живое сокровище шаманизма» (1994)
- действительный член Нью-Йоркской Академии наук (1995)
- лауреат литературной премии им. С.Сарыг-оола (2003)
- орден Республики Тыва (2000)
- медаль ордена «За заслуги перед Отечеством» II степени (5 ноября 2004) — за многолетнюю плодотворную деятельность в области культуры и искусства[9]
- заслуженный деятель науки Республики Тыва (2004)
- медаль «100-летие со дня М. А. Шолохова» (2005)
- юбилейная медаль «65 лет Победы в Великой Отечественной войне 1941—1945 гг.» (2010)
- орден «Буян-Бадыргы» I степени (30 декабря 2013) — за неоценимый вклад в развитие тувинской науки, литературы и культуры[10]
- Памятная юбилейная медаль Республики Тыва в ознаменование 100-летия единения России и Тувы и 100-летия основания г. Кызыла (18 июля 2014) — за достигнутые успехи и многолетний добросовестный труд[11]
- почётный гражданин Республики Тыва (2016)[12]

## Основные публикации
- Стремнина Великой реки: роман (1970)
- Большой путь: стихи, баллады (1956)
- Гордость женщины: роман (1973)
- Танец козерога: роман (1981)
- Юрта табунщика: роман (1990)
- Тувинка: роман (1990) и др.
- Исчезнувшая девушка: роман (2001)
- Мое сердце (2010) и др.

## Важнейшие труды по тувинскому шаманизму и традиционной культуре[6]
1. Конец шамана. Легенда о небесном шамане. Кызыл, 1972;
2. Небесное зеркало: книга сказок, преданий, рассказов и повестей. Кызыл, 1985;
3. Обрядовая практика и фольклор тувинского шаманства. Новосибирск, 1987;
4. Магия тувинских шаманов. Кызыл, 1993 (на тув., рус., и анг. языках);
5. Алгыши тувинских шаманов. Тыва хамнарнын алгыштары. Кызыл, 1995 (на рус. и тув. языках);
6. Тувинские шаманы. М., 1998; М., 2009;
7. Мифы тувинских шаманов. Тыва хамнарнын торулгалары. Кызыл, 2002 (на рус. и тув. языках);
8. Ойтулааш. Классические образцы любовной лирике тувинского народа. Ынакшылдын кожаннары. Кызыл, 2004 (на рус. и тув. языках);
9. Традиционная культура тувинцев. Кызыл, 2006;
10. Дыхание Чёрного Неба. Мифологическое наследие тувинского шаманства. М., 2008.